# 基督在柱子上 (卡拉瓦乔)
《基督在柱子上》（又名基督的鞭刑；意大利语：Flagellazione）是意大利巴洛克画家卡拉瓦乔的一幅画作，创作于约 1606/1607 年，现藏于法国鲁昂的美术馆。
1606 年底或 1607 年初，卡拉瓦乔抵达那不勒斯后不久，绘制了两个版本的“基督的鞭刑”，这是其中的一个版本。这幅画描绘了基督在被捕受审后，被钉十字架之前，受到鞭打。传统上，这个场景描绘耶稣在一根柱子前受到鞭打，可能暗指彼拉多的审判厅。最右边的塌鼻子施刑者，与《基督的鞭刑》中的一名施刑者，以及《带着施洗约翰头颅的莎乐美》中的刽子手，是同一个人物。
当时，关于基督的鞭刑这个主题最著名的画作，是塞巴斯蒂亚诺·德尔·皮翁博在罗马金山圣伯多祿堂创作的文艺复兴作品。 这幅画被后来的艺术家大量模仿，展示了多个理想化的人物。而卡拉瓦乔将人物的数量减至最少，并利用光线，将注意力引导到构图的关键部分——基督的脸和躯干、两个施刑者的脸，以及拿着鞭子的手。